# 克丽丝·奥尼尔
克丽丝·奥尼尔（英語：Chris O'Neil，1956年3月19日—），澳大利亚女子网球运动员，1973年成为职业球手。她曾获得1978年澳大利亚网球公开赛女子单打冠军。她在退役后成为教练。